# Вичита Фолс
Вичита Фолс (енгл. Wichita Falls) град је у америчкој савезној држави Тексас. Налази се у округу Вичита, чије је седиште. По попису становништва из 2010. у њему је живело 104.553 становника.

## Географија

### Клима
| Клима Вичита Фолс, Тексас (Регионални аеродром Вичита Фолс), 1991–2020 нормалие, ексреми 1923–садашњост | Клима Вичита Фолс, Тексас (Регионални аеродром Вичита Фолс), 1991–2020 нормалие, ексреми 1923–садашњост | Клима Вичита Фолс, Тексас (Регионални аеродром Вичита Фолс), 1991–2020 нормалие, ексреми 1923–садашњост | Клима Вичита Фолс, Тексас (Регионални аеродром Вичита Фолс), 1991–2020 нормалие, ексреми 1923–садашњост | Клима Вичита Фолс, Тексас (Регионални аеродром Вичита Фолс), 1991–2020 нормалие, ексреми 1923–садашњост | Клима Вичита Фолс, Тексас (Регионални аеродром Вичита Фолс), 1991–2020 нормалие, ексреми 1923–садашњост | Клима Вичита Фолс, Тексас (Регионални аеродром Вичита Фолс), 1991–2020 нормалие, ексреми 1923–садашњост | Клима Вичита Фолс, Тексас (Регионални аеродром Вичита Фолс), 1991–2020 нормалие, ексреми 1923–садашњост | Клима Вичита Фолс, Тексас (Регионални аеродром Вичита Фолс), 1991–2020 нормалие, ексреми 1923–садашњост | Клима Вичита Фолс, Тексас (Регионални аеродром Вичита Фолс), 1991–2020 нормалие, ексреми 1923–садашњост | Клима Вичита Фолс, Тексас (Регионални аеродром Вичита Фолс), 1991–2020 нормалие, ексреми 1923–садашњост | Клима Вичита Фолс, Тексас (Регионални аеродром Вичита Фолс), 1991–2020 нормалие, ексреми 1923–садашњост | Клима Вичита Фолс, Тексас (Регионални аеродром Вичита Фолс), 1991–2020 нормалие, ексреми 1923–садашњост | Клима Вичита Фолс, Тексас (Регионални аеродром Вичита Фолс), 1991–2020 нормалие, ексреми 1923–садашњост |
| Показатељ \ Месец                                                                                       | .Јан.                                                                                                   | .Феб.                                                                                                   | .Мар.                                                                                                   | .Апр.                                                                                                   | .Мај.                                                                                                   | .Јун.                                                                                                   | .Јул.                                                                                                   | .Авг.                                                                                                   | .Сеп.                                                                                                   | .Окт.                                                                                                   | .Нов.                                                                                                   | .Дец.                                                                                                   | .Год.                                                                                                   |
| --- | --- | --- | --- | --- | --- | --- | --- | --- | --- | --- | --- | --- | --- |
| Апсолутни максимум, °C (°F)                                                                             | 31 (87)                                                                                                 | 34 (94)                                                                                                 | 38 (100)                                                                                                | 39 (103)                                                                                                | 43 (110)                                                                                                | 47 (117)                                                                                                | 46 (115)                                                                                                | 45 (113)                                                                                                | 44 (112)                                                                                                | 39 (102)                                                                                                | 33 (91)                                                                                                 | 33 (91)                                                                                                 | 47 (117)                                                                                                |
| Средњи максимум, °C (°F)                                                                                | 24,9 (76,9)                                                                                             | 27,7 (81,9)                                                                                             | 31,2 (88,2)                                                                                             | 33,3 (91,9)                                                                                             | 36,3 (97,4)                                                                                             | 38,4 (101,1)                                                                                            | 40,8 (105,5)                                                                                            | 40,7 (105,2)                                                                                            | 38 (100,4)                                                                                              | 34,1 (93,4)                                                                                             | 28,2 (82,8)                                                                                             | 25,1 (77,2)                                                                                             | 41,8 (107,3)                                                                                            |
| Максимум, °C (°F)                                                                                       | 12,6 (54,7)                                                                                             | 15 (59,0)                                                                                               | 19,9 (67,9)                                                                                             | 24,4 (76,0)                                                                                             | 28,8 (83,9)                                                                                             | 33,3 (92,0)                                                                                             | 36,2 (97,2)                                                                                             | 35,9 (96,6)                                                                                             | 31,3 (88,3)                                                                                             | 25,2 (77,3)                                                                                             | 18,4 (65,2)                                                                                             | 13,2 (55,7)                                                                                             | 24,52 (76,15)                                                                                           |
| Просек, °C (°F)                                                                                         | 5,8 (42,4)                                                                                              | 7,9 (46,3)                                                                                              | 12,6 (54,7)                                                                                             | 17,1 (62,8)                                                                                             | 22,1 (71,8)                                                                                             | 26,7 (80,1)                                                                                             | 29,3 (84,7)                                                                                             | 28,9 (84,1)                                                                                             | 24,4 (76,0)                                                                                             | 18,1 (64,6)                                                                                             | 11,5 (52,7)                                                                                             | 6,5 (43,7)                                                                                              | 17,58 (63,66)                                                                                           |
| Минимум, °C (°F)                                                                                        | −1,1 (30,0)                                                                                             | 0,9 (33,6)                                                                                              | 5,3 (41,6)                                                                                              | 9,8 (49,6)                                                                                              | 15,4 (59,7)                                                                                             | 20,2 (68,3)                                                                                             | 22,3 (72,2)                                                                                             | 21,9 (71,5)                                                                                             | 17,7 (63,8)                                                                                             | 11,1 (51,9)                                                                                             | 4,6 (40,2)                                                                                              | −0,1 (31,8)                                                                                             | 10,67 (51,18)                                                                                           |
| Средњи минимум, °C (°F)                                                                                 | −9,1 (15,7)                                                                                             | −7,2 (19,0)                                                                                             | −4,3 (24,3)                                                                                             | 1,3 (34,4)                                                                                              | 7,2 (44,9)                                                                                              | 15,5 (59,9)                                                                                             | 18,5 (65,3)                                                                                             | 17,5 (63,5)                                                                                             | 10,4 (50,7)                                                                                             | 2,2 (35,9)                                                                                              | −4 (24,8)                                                                                               | −8,2 (17,3)                                                                                             | −11,2 (11,8)                                                                                            |
| Апсолутни минимум, °C (°F)                                                                              | −24 (−12)                                                                                               | −22 (−8)                                                                                                | −14 (6)                                                                                                 | −4 (24)                                                                                                 | 2 (35)                                                                                                  | 10 (50)                                                                                                 | 12 (54)                                                                                                 | 12 (53)                                                                                                 | 3 (38)                                                                                                  | −6 (21)                                                                                                 | −10 (14)                                                                                                | −22 (−7)                                                                                                | −24 (−12)                                                                                               |
| Количина падавинаmm (in)                                                                                | 30,5 (1,20)                                                                                             | 35,6 (1,40)                                                                                             | 51,3 (2,02)                                                                                             | 63,5 (2,50)                                                                                             | 96,8 (3,81)                                                                                             | 85,1 (3,35)                                                                                             | 51,3 (2,02)                                                                                             | 64,3 (2,53)                                                                                             | 75,9 (2,99)                                                                                             | 73,2 (2,88)                                                                                             | 41,4 (1,63)                                                                                             | 39,6 (1,56)                                                                                             | 708,5 (27,89)                                                                                           |
| Количина снега, cm (in)                                                                                 | 1,8 (0,7)                                                                                               | 2,8 (1,1)                                                                                               | 0,5 (0,2)                                                                                               | 0 (0,0)                                                                                                 | 0 (0,0)                                                                                                 | 0 (0,0)                                                                                                 | 0 (0,0)                                                                                                 | 0 (0,0)                                                                                                 | 0 (0,0)                                                                                                 | 0 (0,0)                                                                                                 | 0,8 (0,3)                                                                                               | 2 (0,8)                                                                                                 | 7,9 (3,1)                                                                                               |
| Дани са падавинама (≥ 0.01 in)                                                                          | 4,6 | 4,9 | 6,5 | 6,6 | 9,1 | 7,3 | 5,2 | 6,0 | 6,3 | 6,9 | 5,2 | 4,5 | 73,1 |
| Дани са снегом (≥ 0.1 in)                                                                               | 0,3 | 0,5 | 0,1 | 0,0 | 0,0 | 0,0 | 0,0 | 0,0 | 0,0 | 0,0 | 0,2 | 0,5 | 1,6 |
| Извор #1: NOAA                                                                                          | | | | | | | | | | | | | |
| Извор #2: National Weather Service                                                                      | | | | | | | | | | | | | |

Напомене: 

## Демографија
Према попису становништва из 2010. у граду је живело 104.553 становника, што је 356 (0,3%) становника више него 2000. године.
|                   | 2010.            | 2000.            |
| Укупно            | 104 553 (100,0%) | 104 197 (100,0%) |
| Белци             | 66 509 (63,61%)  | 71 782 (68,89%)  |
| Хиспаноамериканци | 19 771 (18,91%)  | 14 570 (13,98%)  |
| Афроамериканци    | 13 271 (12,69%)  | 12 920 (12,40%)  |
| Остали            | 2 530 (2,420%)   | 2 637 (2,531%)   |
| Азијати           | 2 472 (2,364%)   | 2 288 (2,196%)   |

## Партнерски градови
- Фирстенфелдбрук